# Đuro VIII. Gruzijski
Đuro VIII. Gruzijski (gruz.: 'გიორგი VIII') (1417. – 1476.) bio je posljednji kralj ujedinjene Gruzije (1446. – 1465.), iako već podijeljene na nekoliko dijelova i uvučene u žestoke građanske ratove. Poražen od svojih protivnika, preostala mu je samo istočna provincija Kahetija gdje je vladao kao Đuro I. od 1465. do svoje smrti, osnivanje lokalnog ogranka Bagrationi kraljevske kuće.
Bio je treći sin Aleksandra I. i njegove druge žene Tamare. Iako je, zapravo, Demetro, Aleksandrov drugi sin bio zakoniti nasljednik starijeg mu brata Vaktanga, Đuro je bio taj koji je preuzeo prijestolje nakon Vaktangove smrti u prosincu 1446. godine. Proces raspada gruzijskog kraljevsta je već bilo započelo i dostizalo svoj vrhunac. Najproblematičniji su bili otpori zapadnih gruzijskih plemića i atabegova Meshetije. Potonji su čak pokušali osnovati vlastitu crkvu za svoju kneževinu, ali naporima gruzijskog katoličkog patrijarha Davida IV., uspjelo se izbjeći dijeljenje Gruzijske pravoslavne Crkve na dva dijela.
Vladavina Đure VIII. dogodila se u vrijeme velikih promjena na Bliskom istoku. 1453. godine Osmanlije su zauzele Carigrad i ugasile jedno veliko moćno carstvo - Bizant. Car Konstantin XI. Paleolog koji je bio zaručen za Đurinu kćer, poginuo je u borbi.
Gruzijski političari, koji su bili prezauzeti vlastitom borbom za vlašću, podcijenili su događaje i ostavili su Gruziju izoliranu od kršćanske Europe u sljedeća tri stoljeća.  Ipak, gruzija se smatrala učesnikom velikog antiosmanskog pohoda planiranog od strane pape Pija II. i zapadnih sila. U tu svrhu Ludovik Bolonjski je upućen održati razgovore s Đurom kako bi održao primirje sa svojim unutrašnjim protivnicima. Gruzijci su se nadali mobilizirati ukupno 120.000 vojnika u borbi protiv Mehmeda II. Osvajača i predložili su nastavak križarskih pohoda na Jeruzalem. No, koalicija nikad nije formirana, pa su bratoubilačke borbe unutar Gruzije nastavljene.
1462. godine Đuro je zauzeo Samokalako (Kutaisi i okolica) od svog kraljevskog rođaka Bagrata VI., zbog njegove potpore pobunjenom princu Qvarqvareu, moćnom atabegu Meshetije. 1463. godine Bagrat se povezao s drugim kraljevim opozicionarina - vojvodama Megrelije, Gurije, Svanetije i Abhazije. Pobunjenici su se sreli i porazili kralja u bitki kod Chikhorija. Kralj je izgubio sve zapadne pokrajine i Bagrat je okrunjen kraljem Imeretije. 1465. Đuro su sukobio s Qvarqvarom II., što je iskoristio Bagrat, koji je preuzeo kontrolu nad Tbilisijem i proglasio se kraljem Gruzije. Atabeg Qvarqvare, koji je sad smatrao Bagrata svojim glavnim suparnikom, oslobodio je Gruziju. Bagrat je, u svom neuspješnom pokušaju da povrati krunu, bio u stanju postaviti sebe samo kao zasebnoh kralja najistočnije pokrajine Kahetije. Tamo je značajno reorganizirao administraciju. Podijelio je kraljevstvo na mnogo manje lakše kontroliranije okruge (samouravo), umjesto dotadašnjih vojvodstava (saeristavo). Umro je 1476. godine, a naslijedio ga je Aleksandar I. kao car Kahetije.
Đurine kraljevske povelje spominju dva imena njegove supruge: Tamare (1453.) i Nestan-Darejan (1458. – 1463.), za što postoje dva razloga. Jedan razlog je objasnio Cyril Toumanoff. Po njemu, oba imena se odnose na istu ženu, kći Bagrata (sina Konstantina I.) i samim time rođakinje Đure VIII., za kojeg se udala 1446. godine. Takvo imanje više imena nije bilo nešto neobično u Gruziji, a to Toumanoff objašnjava time što se odražava dvostruka kulturna pozadina zemlje: helenističko-kršćanska i kavkasko-iranoidska. Zadnji put je spomenuta 1510. Prema drugoj verziji, kralj je imao dvije žene. Najprije Tamaru, kćerku mešketskog atabega Qvarqvare, s kojom se vjenčao 1445. godine, a druga Nestan-Darejan, nepozantog porijekla, koju je kralj uzeo za ženu nešto prije 1456. godine. Prema toj verziji, Đuro je s Tamarom imao sina, Vahtanga, i dvije kćeri, a s Nestan-Darejan je imao sina Aleksandra i kći Mirjam. Nestan-Darejan je bila poznata kao "graditeljica crkava", zbog njezinih pokroviteljstava izgradnji vjeskih objekata, osobice manastira Alaverdi.
Đurina djeca su bila:
- Princ Vahtang (oko 1445. – prije 1510.), "provincijski kralj";
- Princeza Elena, udana za plemića Mešketije;
- Princeza Kristina, udana za plemića Mešketije;
- Princ Aleksandar (1445./1456. – 1511.), kralj Kahetije (1476. – 1511.);
- Princeza Mirjam, udana za princa Giorgija Shaburidzea. Po C. Toumanoffu, ona je bila Đurina kćer koja je bila zaručena s Konstantinom XI., posljednjim bizantskim carem, koji je poginuo u opsadi Carigrada.